# Selecció de models

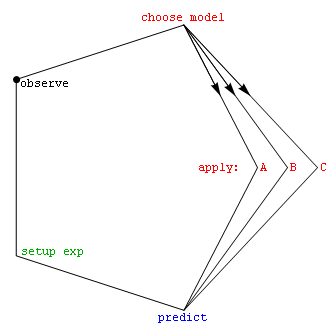
El cicle d'observació científica.

La selecció de models és la tasca de seleccionar un model d'entre diversos candidats en funció del criteri de rendiment per triar-ne el millor. En el context de l'aprenentatge, aquesta pot ser la selecció d'un model estadístic d'un conjunt de models candidats, donades dades. En els casos més senzills, es considera un conjunt de dades preexistent. Tanmateix, la tasca també pot implicar el disseny d'experiments de manera que les dades recollides s'adaptin bé al problema de la selecció de models. Tenint en compte els models candidats amb un poder predictiu o explicatiu similar, és més probable que el model més senzill sigui la millor opció (navalla d'Occam).
Konishi & Kitagawa (2008) state, "The majority of the problems in statistical inference can be considered to be problems related to statistical modeling". Relatedly, Cox (2006) has said, "How [the] translation from subject-matter problem to statistical model is done is often the most critical part of an analysis".
La selecció de models també pot referir-se al problema de seleccionar uns quants models representatius d'un gran conjunt de models computacionals per a la presa de decisions o l'optimització sota incertesa.
En l'aprenentatge automàtic, els enfocaments algorítmics per a la selecció de models inclouen la selecció de característiques, l'optimització d'hiperparàmetres i la teoria de l'aprenentatge estadístic.

## Introducció
En les seves formes més bàsiques, la selecció de models és una de les tasques fonamentals de la investigació científica. La determinació del principi que explica una sèrie d'observacions sovint està vinculada directament a un model matemàtic que prediu aquestes observacions. Per exemple, quan Galileu va realitzar els seus experiments amb el pla inclinat, va demostrar que el moviment de les boles s'ajustava a la paràbola predita pel seu model.

De la infinitat de mecanismes i processos possibles que podrien haver produït les dades, com es pot començar a triar el millor model? L'enfocament matemàtic utilitzat habitualment decideix entre un conjunt de models candidats; aquest conjunt l'ha de triar l'investigador. Sovint s'utilitzen models simples com els polinomis, almenys inicialment. Burnham & Anderson (2002) subratllen al llarg del seu llibre la importància d'escollir models basats en principis científics sòlids, com ara la comprensió dels processos o mecanismes fenomenològics (per exemple, les reaccions químiques) subjacents a les dades.
Un cop escollit el conjunt de models candidats, l'anàlisi estadística ens permet seleccionar el millor d'aquests models. El que s'entén per millor és controvertit. Una bona tècnica de selecció de models equilibrarà la bondat de l'ajust amb la simplicitat. Els models més complexos seran més capaços d'adaptar la seva forma per adaptar-se a les dades (per exemple, un polinomi de cinquè ordre pot encaixar exactament sis punts), però els paràmetres addicionals poden no representar res útil. (Potser aquests sis punts estan distribuïts aleatòriament sobre una línia recta). La bondat de l'ajust es determina generalment mitjançant un enfocament de relació de versemblança, o una aproximació d'aquest, donant lloc a una prova de chi quadrat. La complexitat es mesura generalment comptant el nombre de paràmetres del model.
Les tècniques de selecció de models es poden considerar com a estimadors d'alguna magnitud física, com ara la probabilitat que el model produeixi les dades donades. El biaix i la variància són mesures importants de la qualitat d'aquest estimador; Sovint també es considera l'eficiència.
Un exemple estàndard de selecció de models és el de l'ajustament de corbes, on, donat un conjunt de punts i altres coneixements de fons (per exemple, els punts són el resultat de mostres iid), hem de seleccionar una corba que descrigui la funció que va generar els punts.

## Mètodes per ajudar en l'elecció del conjunt de models candidats
- Transformació de dades (estadístiques).
- Anàlisi exploratòria de dades.
- Especificació del model.
- Mètode científic.